# HMS Dreadnought (S101)
El HMS Dreadnought (S101) fue el primer submarino de propulsión nuclear del Reino Unido, construido por Vickers Armstrongs en Barrow-in-Furness. Lanzado por la reina Isabel II el día de Trafalgar de 1960 y puesto en servicio con la Marina Real Británica en abril de 1963, continuó en servicio hasta 1980. El submarino estaba propulsado por un reactor S5W, un diseño disponible como resultado directo del Acuerdo de defensa mutua entre los Estados Unidos y el Reino Unido de 1958. Actualmente se encuentra almacenado.
Con la experiencia adquirida Reino Unido desarrolló posteriormente submarinos de la clase Valiant.